# Burdeni
Burdeni – wieś w Rumunii, w okręgu Teleorman, w gminie Balaci. W 2011 roku liczyła 150 mieszkańców.